# Wubina cardaleae
Wubina cardaleae är en stekelart som beskrevs av Boucek 1988. Wubina cardaleae ingår i släktet Wubina och familjen puppglanssteklar. Inga underarter finns listade i Catalogue of Life.